# Conistra pallida
Conistra pallida là một loài bướm đêm trong họ Noctuidae.